# Loch Ness – Die Bestie aus der Tiefe
Loch Ness – Die Bestie aus der Tiefe (Originaltitel: Beyond Loch Ness) ist ein kanadischer Fantasy-Horrorfilm aus dem Jahre 2008. Das Drehbuch wurde von Jason Bourque und Paul Ziller geschrieben.

## Handlung
Der 12-jährige James Murphy war Zeuge, als sein Vater mit einem Team von Kryptozoologen bei der Suche nach „Nessie“, dem Ungeheuer von Loch Ness, von diesem getötet wurde. Bei ihm hinterließ das Monster eine tiefe Gesichtsnarbe. Bei dem Ungeheuer handelte es sich um einen Plesiosaurier, der das von den Kryptozoologen gefundene Ei verteidigte. Dreißig Jahre später ist Murphy selbst Kryptozoologe, und als er von Sean Riley vom Auftauchen des Plesiosaurus im Lake Superior erfährt, macht er sich auf die Suche nach ihm. Er heuert Josh Riley als Führer an, James und Josh fühlen sich durch ihre gemeinsamen wissenschaftlichen Interessen und ihre verstorbene Väter miteinander verbunden. Sie entdecken ein Gelege des Dinosauriers auf einer Insel. Der Dinosaurier beginnt mit seinem frisch geschlüpften Nachwuchs, Bewohner von umliegenden Ortschaften zu verschlingen, weshalb Murphy sich auf die Jagd nach den Tieren begibt. James versucht, Joshs Mutter, Sheriff Karen Riley, zu überzeugen, dass der 60 Fuß lange Plesiosaurier tötet und brütet. Sie hält James zunächst für verrückt, beteiligt sich aber an der Jagd, nachdem die Überreste ihres Bruders Sean an Land gespült werden. Am Ende werden die Plesiosaurier alle mit einem Scharfschützengewehr erlegt.

## Produktion
Der Fernsehfilm wurde von Lindsay MacAdam und Kirk Shaw für die Insight Film Studios unter dem Arbeitstitel Loch Ness Terror produziert. Er wurde vom Sci-Fi Channel finanziert und Paul Ziller führte die Regie.

## Kritiken
- Der Film wird von World of Movies als „sehr gelungene TV-Produktion mit einigen bekannten Darstellern“ gelobt. Die Story wird als  „gut durchdacht und … umgesetzt“ bezeichnet.[4]
- Splash Movies bemängelt die „Vernachlässigung des Plots“ und verreißt das Drehbuch „wegen unsäglicher, langweiliger Plattheit, die im Minutentakt geboten wird“. Die Zeitschrift meint zu den „Monstereffekten“, dass sie „weitestgehend ansehnlich“ seien und „zumindest für B-Movies“ einen „guten Eindruck“ hinterlassen.[5]

## DVD
Der Film ist in Deutschland auf DVD erschienen. Die DVD enthält neben dem Film in deutscher und englischer Sprache im Surround-Sound 5.1 ein Making-of und eine Trailershow.